# Közép-amerikai csucsor
A közép-amerikai csucsor (Solanum wendlandii) Közép-Amerikában őshonos, a burgonyafélék (Solanaceae) családjába tartozó növényfaj.